# 391. Sicherungs-Division (Wehrmacht)
Die 391. Sicherungs-Division z. b. V., später Divisionsstab z. b. V. 391, war eine deutsche Infanterie-Division im Zweiten Weltkrieg.

## Divisionsgeschichte
Die Division wurde am 23. März 1944 durch die Umbenennung des Stabes der in Auflösung befindlichen 391. Feldausbildungs-Division bei Witebsk für die Heeresgruppe Mitte aufgestellt. Die Division wurde mit dem Zusatz zur besonderen Verwendung versehen.
Die Division wurde während des gesamten Kriegs überwiegend in Ostpreußen für Sicherungsaufgaben im rückwärtigen Heeresgebiet, erst bei der Heeresgruppe Mitte und dann ab Oktober 1944 bei der Heeresgruppe A, eingesetzt und erst gegen Kriegsende für Fronteinsätze verwendet. Ab Februar 1945 wurde die Division als Divisionsstab z. b. V. 391, nun bei der 9. Armee, geführt und an der Oder eingesetzt. Zum April 1945 sollte der Divisionsstab durch den Stab der 337. Volksgrenadier-Division aus Danzig ersetzt werden, die Division geriet aber im Kessel von Halbe in sowjetische Kriegsgefangenschaft.

## Gliederung
- Grenadier-Regiment 95 mit Alarm-Bataillonen 61 bis 64
- Fahnenjunker-Regiment 1233
- Artillerie-Regimentsstab 391
- Versorgungs-Regiment 391

## Kommandeure
- Generalleutnant Albrecht Baron Digeon von Monteton: von der Aufstellung bis 5. September 1944, ehemaliger Kommandeur der 391. Feldausbildungs-Division
- Generalmajor Rudolf Sieckenius: vom 5. September 1944 bis Februar 1945
- Generalleutnant Alexander Goeschen: Februar 1945
- Generalmajor Rudolf Sieckenius: März bis 28. April 1945